# Noel Gallagher
Noel Thomas David Gallagher (Manchester, 29 maggio 1967) è un cantautore, chitarrista e produttore discografico britannico, componente, insieme con il fratello Liam, degli Oasis, tra i gruppi musicali di punta della scena musicale mondiale a partire dagli anni novanta.
Figlio di immigrati irlandesi stabilitisi a Manchester, si è avvicinato alla musica da bambino. Risale al 1988 l'incontro con gli Inspiral Carpets, di cui è stato roadie prima di unirsi al fratello Liam per costituire gli Oasis nel 1991. Chitarrista solista e seconda voce della band, è l'autore di gran parte dei testi e delle musiche che hanno reso il gruppo, attivo fino al 2009 e poi riunitosi nel 2024, famoso in tutto il mondo. È soprannominato il "re del Britpop". Nel 2011 ha intrapreso la carriera da solista costituendo i Noel Gallagher's High Flying Birds, con cui ha esordito con il disco Noel Gallagher's High Flying Birds, in cui figurano due canzoni già esistenti sotto forma di demo nel periodo con gli Oasis. Possiede anche la cittadinanza irlandese.

## Biografia

### Infanzia

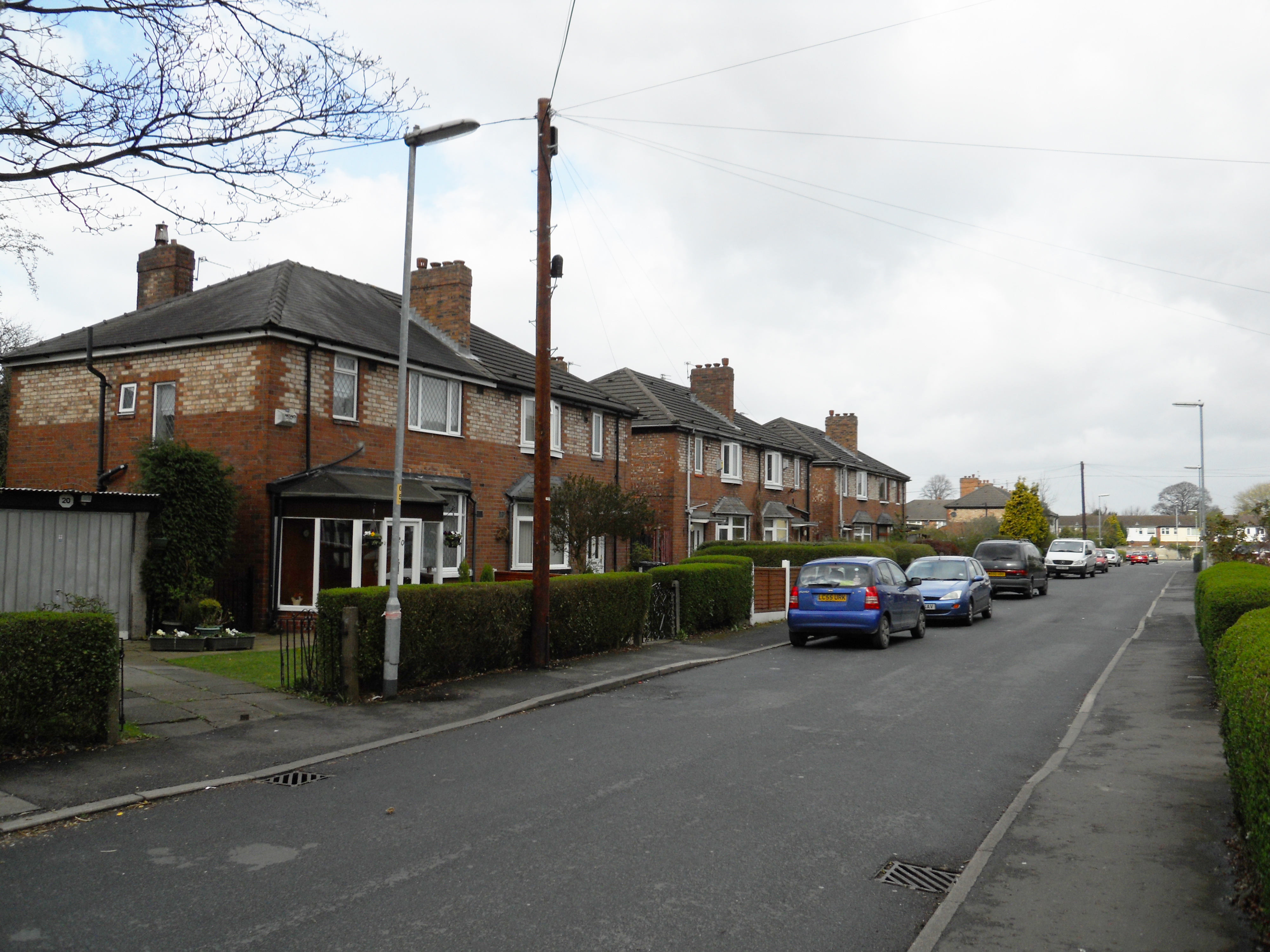
Cranwell Drive, a Burnage (quartiere di Manchester), è la strada dove hanno abitato i fratelli Gallagher

Nato a Longsight, quartiere di Manchester, è il secondogenito di Peggy e Tommy Gallagher, di origini irlandesi. La madre è originaria di Charlestown, nella contea di Mayo, mentre il padre di Duleek, nella contea di Meath.
Dopo la nascita del fratello Liam, avvenuta nel 1972, si trasferì insieme alla famiglia a Burnage. La sua infanzia e quella dei suoi due fratelli, Liam e Paul (nato nel 1966) non fu felice a causa dell'alcolismo del padre, che spesso diventava violento verso i tre e la moglie. A causa del pessimo rapporto con il genitore, Noel e Paul divennero anche balbuzienti. Intanto con la nascita di Liam era stato Noel, più piccolo di Paul, a dover condividere la cameretta con il terzogenito.
L'infanzia dei piccoli Gallagher fu segnata dalla povertà e dalle violenze del padre alcolista, che proseguirono per anni sino a convincere la madre a divorziare. La donna avviò la pratica già nel 1976, ma la situazione divenne insostenibile una sera del 1984, quando Tommy, tornato a casa ubriaco, aggredì brutalmente la moglie e rifilò un pugno a Noel, che rimase quasi privo di conoscenza e fu ricoverato in ospedale. Moglie e figli, che non sopportavano più le violenze del padre, fuggirono una notte e la moglie ottenne il divorzio dal marito.
Ragazzi turbolenti e indisciplinati, i fratelli Liam e Noel ebbero problemi con la polizia, in particolare Noel, che ha ammesso l'abitudine di rubare stereo dalle auto e di aver commesso furti con scasso. Quando Peggy trovò un impiego come bidella, Noel si fermava ad assicurarsi della sua presenza durante il pranzo, prima di saltare il resto della giornata scolastica. Negli anni ottanta frequentava spesso i gruppi hooligan del Manchester City Mayne Line Crew, Under-5s e Young Guvnors, e a tredici anni prese la condizionale per aver rubato in un negozio investendo i sei mesi inflittigli per imparare a suonare la chitarra che gli aveva lasciato il padre. Noel trascorreva intere giornate chiuso in casa a suonare la chitarra, tanto da far preoccupare la madre. La prima canzone che imparò a suonare fu The House of the Rising Sun nella versione degli Animals. Noel rimase colpito soprattutto dal debutto degli Smiths a Top of the Pops nel 1983 con la canzone This Charming Man. In seguito avrebbe detto: "Da quel giorno ho voluto essere il chitarrista degli Smiths Johnny Marr". A quindici anni fu espulso dalla scuola per aver gettato un sacco di farina all'indirizzo di un insegnante.

### Inizi e Inspiral Carpets
Lasciati gli studi, iniziò a lavorare nel settore delle costruzioni nell'impresa del padre e insieme con il fratello maggiore Paul. I continui litigi tra i due fratelli e il padre, però, resero la cosa impraticabile. Noel trovò poi impiego presso la British Gas, un'altra compagnia edilizia, ma un pesante tubo di ferro gli cadde sul piede destro. Ristabilitosi dall'infortunio, si trasferì a lavorare in magazzino, un lavoro meno faticoso che gli consentiva di trovare tempo per suonare la chitarra e scrivere canzoni. È in questo magazzino che Noel dice di aver composto almeno tre canzoni di Definitely Maybe, tra cui Live Forever e Columbia.
Successivamente intraprese i più svariati lavori, tra i quali l'imbianchino, il panettiere e l'operaio. In quel periodo viveva in una bedsit, una singola camera ammobiliata e provvista di cucina, presa in affitto, in cui faceva uso occasionale di droga e si dedicava alla composizione di canzoni con la chitarra. La grande passione che occupava tutto il suo tempo libero era, infatti, la musica. Con i pochi soldi guadagnati si dava all'acquisto di chitarre e di ogni cosa necessaria ad effettuare registrazioni. Buona parte delle sue risorse, inoltre, volava via nei negozi di dischi, dove faceva incetta di album. I suoi gruppi preferiti erano i Beatles, i Sex Pistols, T.Rex, gli Who, i Rolling Stones, gli Slade, i Kinks, i già citati Smiths e gli Small Faces e molti altri, artisti che sarebbero rimasti nel suo cuore anche negli anni a venire.
Nel maggio del 1988 Noel conobbe Graham Lambert, chitarrista degli Inspiral Carpets, durante un concerto degli Stone Roses. I due fecero amicizia e Gallagher cominciò a frequentare i concerti della band. Quando il cantante Steve Holt lasciò il gruppo, Noel sostenne un provino per sostituirlo, ma fu assunto come roadie per le successive tournée mondiali e vi partecipò per due anni. Il cantante Tom Hingley ha dichiarato che Noel deve la propria carriera alla band, perché "il suo senso degli affari, la sua etica del lavoro, il suo messaggio e il suo senso dell'umorismo sono "Inspiral" fino al midollo".
Intanto strinse amicizia con l'ingegnere musicale Mark Coyle, che condivideva con lui la passione per i Beatles e con cui al soundcheck sezionava le canzoni del quartetto di Liverpool.

### Ingresso negli Oasis e fama
Nell'aprile del 1991, di ritorno da un tour negli Stati Uniti come roadie per gli Inspiral Carpets, Noel scopre telefonando alla madre che suo fratello minore Liam è diventato leader di una band locale chiamata The Rain. Persuaso da Liam, accetta di entrare nel gruppo dopo aver assistito ad un loro concerto al locale Boardwalk di Manchester. Noel non ne rimane favorevolmente colpito, ma riconosce delle potenzialità vocali nel fratello Liam. Le condizioni sono subito chiare: egli avrebbe preso il controllo creativo della band e sarebbe diventato l'unico autore di musiche e testi. La band è dunque al completo e il 15 gennaio 1992 tiene al Boardwalk la prima esibizione con Noel nelle vesti di primo chitarrista.
In questi anni, per il controllo che ha sulla band, Noel acquisisce il soprannome di "The Chief", il Capo. La band, che presto cambia nome in Oasis, inizialmente è composta da Liam alla voce, Noel alla chitarra e alla seconda voce, Paul Arthurs alla chitarra ritmica, Paul McGuigan al basso e Tony McCarroll alla batteria.
Nel maggio 1993 gli Oasis vengono a conoscenza da una band femminile che la Creation Records sta per tenere un provino per band emergenti a Glasgow. I cinque racimolano del denaro per noleggiare un furgone e partono alla volta di Glasgow. Vistasi rifiutare l'ingresso, la band riesce comunque a farsi strada e a far ascoltare quattro brani ad Alan McGee, fondatore della Creation. Alla fine dell'esibizione McGee ne rimane talmente impressionato da domandare a Noel il nome della band e offrirgli su due piedi un contratto discografico. Ricevuta la cassetta demo Live Demonstration, il produttore invita gli Oasis a Londra per la settimana successiva. Il gruppo e McGee si incontrano e firmano un contratto per sei album. Noel avrebbe in seguito dichiarato di disporre solo di sei brani scritti al momento della firma del contratto, ma McGee sostiene invece che Gallagher ne avesse almeno cinquanta e abbia mentito sul numero di canzoni pronte al momento dell'inizio della sua carriera.
Il primo singolo della band, che Noel sostiene di aver scritto "nel tempo che occorre per ascoltarla", è Supersonic, uscito l'11 aprile 1994 e giunto alla posizione numero 31 delle classifiche ufficiali del Regno Unito. La band era in studio per registrare Bring It On Down, scelto da Alan McGee come singolo di debutto, ma vi erano problemi con la registrazione della parte di batteria di Tony McCarroll, così Noel si recò nel retro dello studio e scrisse il nuovo brano, Supersonic. Il 13 giugno esce il secondo singolo della band, Shakermaker e l'8 agosto esce Live Forever. Noel Gallagher ha sottolineato più volte come fu proprio Live Forever ad imprimere una svolta decisiva alla carriera della band: "Facevamo schifo. Poi scrissi quella canzone e cambiò tutto". Il 30 agosto gli Oasis pubblicano l'album d'esordio, Definitely Maybe, che diviene l'album di debutto nella storia inglese capace di vendere più copie nel minor tempo ed entra nelle classifiche del Regno Unito direttamente alla prima posizione.
Nel settembre 1994 la band tiene in Giappone un breve tour che fa registrare il tutto esaurito in ogni data, poi rientra a Manchester per esibirsi all'Haçienda. Il 23 settembre ha inizio il primo tour degli Oasis negli Stati Uniti, anche se, per sua stessa ammissione, a Noel quel pubblico non piace, perché secondo lui non capisce la band. La tensione tra lui e Liam sale e culmina in un litigio dopo una deludente esibizione al Whisky a Go Go di Los Angeles. Qui i membri della band, provati dall'assunzione di cristalli di metanfetamine financo sul palco, arrivano a suonare ognuno una canzone diversa contemporaneamente. Noel matura l'idea di lasciare il gruppo e vola a San Francisco, dove scrive Talk Tonight dopo l'incontro con una misteriosa donna. Dato per disperso, viene rintracciato dall'entourage della band e ricontattato da Tim Abbot della Creation Records, che lo convince a continuare il tour, che riprenderà da Minneapolis.

### Apice del successo: l'era Britpop
Il secondo album è preceduto dal singolo Some Might Say, il primo singolo degli Oasis a raggiungere le vette delle classifiche inglesi. L'album, (What's the Story) Morning Glory?, viene pubblicato il 2 ottobre 1995 ed è il disco di maggior successo degli Oasis, con oltre 22 milioni di copie vendute nel mondo, e ottiene ben 14 dischi di platino.
Sono gli anni della famosa "battaglia del Britpop", tra gli Oasis e i Blur, per decretare chi fosse la band britannica del momento. Il culmine della rivalità si ha quando Noel augura a Damon Albarn (cantante dei Blur) di morire di AIDS. Qualche settimana dopo, Noel si scuserà attraverso la stampa, dichiarando di aver detto quelle parole dopo essersi pesantemente ubriacato.
Nell'agosto del 1996 gli Oasis fanno registrare il tutto esaurito a Knebworth Park per due serate, davanti a più di 250 000 fan in totale. Divenne celebre la frase con cui Noel aprì il concerto: "This is history, this is history, right here, right now (la storia è qui, adesso, stiamo facendo la storia)".
A (What's the Story) Morning Glory? segue nel 1997 Be Here Now. L'uscita dell'album è vissuta in modo spasmodico da media e opinione pubblica, ma viene stroncato da buona parte della critica, anche se negli anni seguenti sarebbe stato rivalutato enormemente, sino ad essere considerato un album fondamentale nella storia della musica britannica. Il disco, malgrado un buon risultato in termini di vendite (album più venduto nella prima settimana nella storia inglese) non riesce comunque ad eguagliare l'incredibile successo dei due precedenti e lo stesso Noel affermerà di considerarlo il lavoro peggiore del gruppo, tanto da arrivare ad escludere le tracce contenute in Be Here Now dal greatest hits del 2006 e dai concerti dal vivo (salvo rarissime eccezioni).

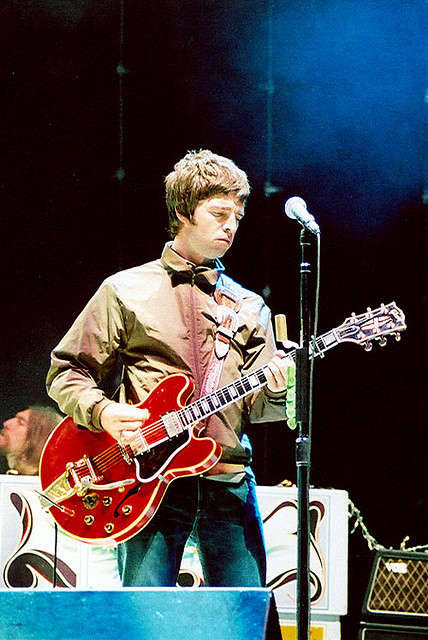
Noel Gallagher in concerto con gli Oasis negli Stati Uniti nel 2005

Durante le registrazioni per il nuovo album e il tour seguente gli Oasis fanno regolare uso di droga e le loro frequenti uscite politicamente scorrette sono costantemente al centro dell'attenzione di giornali e televisioni. In particolare si ricorda una dichiarazione di Noel secondo cui "prendere droga è come alzarsi la mattina e prendere una tazza di tè" e che "in Parlamento ci sono cocainomani ed eroinomani più incalliti di te, di me e di chiunque altro sia in questa stanza adesso". Questi commenti provocano la reazione sdegnata dei parlamentari. In un documentario del 2000 sulla storia della band Noel avrebbe precisato: "Intendevo solo dire che le persone che credi siano rispettabili in realtà non lo sono".
Nel 1997 Noel è criticato per aver partecipato a una festa d'alto rango presso la residenza del neoeletto primo ministro britannico Tony Blair, al numero 10 di Downing Street. Alla cerimonia partecipano molti vip e personaggi che avevano sostenuto la causa laburista alle elezioni, mentre non vi prendono parte né il fratello Liam né il frontman dei Blur Damon Albarn. La partecipazione di Noel alla cerimonia è criticata perché secondo alcuni confligge con l'immagine di "eroe della classe operaia" di cui egli si era detto portavoce. Nel 2006, rievocando l'incontro con Blair, Noel dichiara di avere fatto uso di cocaina nel bagno della residenza di Downing Street riservato alla regina.
Nel febbraio 1997, per un programma della BBC, Noel incontra il produttore dei Beatles George Martin e suona Wonderwall di fronte a lui. In quella occasione Martin definisce Gallagher "il migliore cantautore della sua generazione".

### Era post-Britpop
Nel novembre 1998 gli Oasis pubblicano la raccolta di lati b The Masterplan, che prende il nome dall'omonimo brano che chiude la compilation.
Tra il 1998 e il 1999 gli Oasis vivono un periodo di crisi. Due membri fondatori della band, Paul Arthurs e Paul McGuigan, lasciano il gruppo. Per gli Oasis è un periodo difficile, che coincide con una sorta di palingenesi di Noel, convinto dal proprio medico a disintossicarsi dalla droga alla fine del 1998. Gallagher soffre di attacchi di panico e scrive Gas Panic!, che verrà inclusa nel successivo album Standing on the Shoulder of Giants del 2000. La canzone parla delle crisi di panico dovute alla decisione del cantautore di smettere con la droga e con la cocaina in particolare. Il 5 maggio 1998 è infatti la data che nella vita di Noel segna la chiusura con la droga, decisione caldamente consigliata dal suo medico dopo che il maggiore dei Gallagher aveva accusato lancinanti dolori al petto.
L'album Standing on the Shoulder of Giants, registrato solo dai Gallagher e dal batterista Alan White (che nel frattempo era subentrato nella band al posto di Tony McCarroll, nel maggio 1995), esce nel febbraio 2000 dopo complicate sessioni di registrazione (le parti di Arthurs e McGuigan furono sovraregistrate per motivi legali). Arthurs e McGuigan furono sostituiti rispettivamente da Gem Archer ed Andy Bell. Nello stesso periodo Alan McGee lasciò la Creation e vendette la sua quota di maggioranza alla Sony. I due Gallagher ne approfittarono per fondare una propria etichetta discografica, la Big Brother Recordings, che si sarebbe occupata della distribuzione nel Regno Unito, lasciando alla Sony Epic la distribuzione internazionale. L'album è sperimentale e abbandona il classico sound degli Oasis: molti pezzi fuoriescono dal classico schema strofa-intermezzo-refrain. Per la prima volta è Liam Gallagher a comporre un brano: Little James.
Nel 2001 Noel fondò la sua etichetta, la Sour Mash Records, che produsse il debutto di diversi gruppi musicali, tra cui gli Shack e i Proud Mary. Il 2001 fu anche l'anno in cui la chitarra principale di Noel durante le esibizioni dal vivo divenne una Gibson ES-355 (variante della Gibson ES-335) di colore rosso ciliegia, con battipenna nero e finiture dorate.
L'uscita dell'album Heathen Chemistry nel 2002 rappresentò una radicale svolta nel gruppo. Se, infatti, fino a quel momento tutte le canzoni della band venivano scritte da Noel, in questo disco ad essere state scritte da Noel sono solo la metà dei brani. Noel spiegò il cambiamento dicendo che, dopo Be Here Now, intendeva dare la possibilità di scrivere canzoni anche agli altri membri del gruppo. Già in Standing on the Shoulder of Giants, infatti, era presente Little James, canzone scritta da Liam. Con Heathen Chemistry, però, le canzoni non scritte da Noel aumentarono: alcune sono addirittura opera dai nuovi membri Gem Archer e Andy Bell. La tendenza sarebbe stata seguita anche negli album seguenti.
Alla fine del 2006 Noel e Gem Archer intrapresero, insieme con il percussionista Terry Kirkbride, un acclamato tour mondiale in cui si esibirono in versione acustica. Il successo spinse Noel a replicare i concerti nel 2007. Nel marzo di quell'anno si esibì anche a Mosca: per la prima volta un membro degli Oasis suonò in Russia. A febbraio gli Oasis furono insigniti del premio "Outstanding Contribution to Music" ai Brit Awards.
Da luglio a settembre 2007 gli Oasis registrarono le canzoni per il nuovo album. I lavori furono sospesi per un paio di mesi perché Noel ebbe il secondo figlio, Donovan, e ripresero il 5 novembre 2007, per poi terminare le registrazioni verso marzo 2008 con il produttore Dave Sardy. Alla fine dell'estate del 2008 Noel e la band hanno iniziato il tour di promozione dell'album Dig Out Your Soul, che è uscito a ottobre 2008.
L'8 settembre 2008, durante l'esibizione degli Oasis al Virgin Festival di Toronto, Noel Gallagher fu aggredito da Daniel Sullivan, un giocatore di hockey su ghiaccio canadese che lo spintonò e gli provocò la rottura di alcune costole. Il concerto, dopo una lunga attesa, fu concluso e Noel fu trasportato in ospedale.
Nel marzo 2009 il Times, insieme con iTunes, pubblicò a scopo benefico una selezione del concerto semi-acustico tenuto da Noel alla Royal Albert Hall di Londra il 27 marzo 2007, per sostenere la causa di Teenage Cancer Trust. The Dreams We Have as Children (Live for Teenage Cancer Trust) comprende i brani classici degli Oasis e alcuni meno noti, oltre a una cover dei Beatles, una dei Jam (pezzi che vedono la partecipazione di Paul Weller) e una degli Smiths, tre fra i gruppi più amati da Noel.

### Abbandono
Il 28 agosto 2009, con un comunicato sul sito ufficiale della band, Noel rese noto il proprio abbandono ufficiale agli Oasis, aggiungendo di "non poter lavorare con Liam un giorno di più". In un'intervista dell'ottobre 2009 Liam disse che la parabola degli Oasis era conclusa e alluse alla probabile carriera da solista del fratello. Nel maggio 2010 nacquero ufficialmente i Beady Eye, formati da tutti i membri dell'ultima formazione degli Oasis tranne Noel.

### Noel Gallagher's High Flying Birds

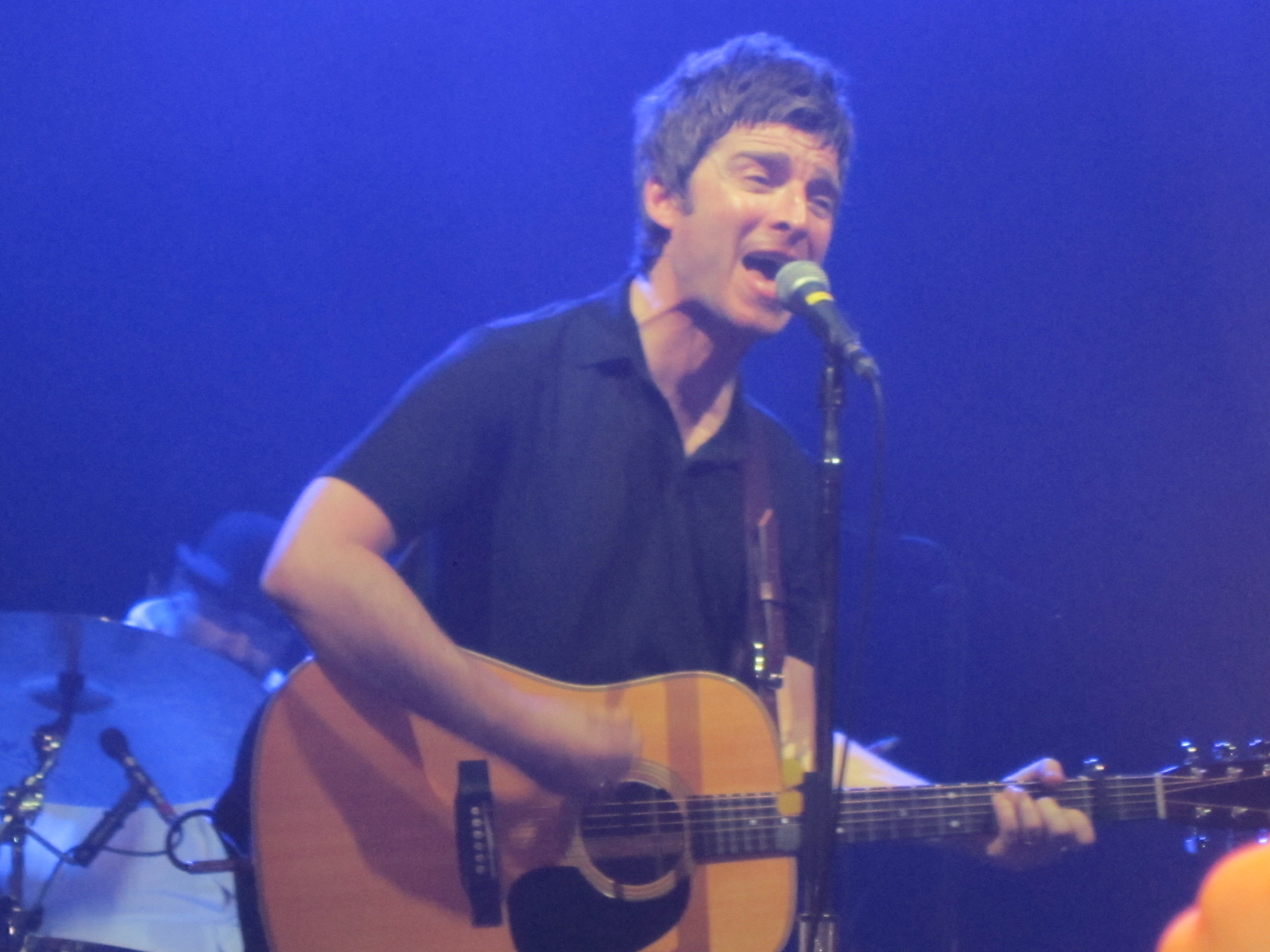
Noel Gallagher in concerto all'Atlantico di Roma il 13 marzo 2012

Il 25 e il 26 marzo 2010 Noel Gallagher si è esibito dal vivo per la prima volta dopo aver lasciato gli Oasis, in occasione dei concerti per l'associazione benefica Teenage Cancer Trust presso la Royal Albert Hall di Londra. Le esibizioni, acustiche, sono state impreziosite dalla presenza di Gem Archer, Terry Kirkbride, Jay Darlington, dal Crouch End Festival Chorus e dall'orchestra dei Wired Strings.
Il 6 luglio 2011 Noel Gallagher ha tenuto una conferenza stampa all'Electric Cinema di Portobello, a Londra, in cui ha fornito i dettagli del primo album dei Noel Gallagher's High Flying Birds, dal titolo omonimo, pubblicato il 17 ottobre 2011. Il tour promozionale, in cui Gallagher è supportato da David McDonnell (chitarra), Russell Pritchard (basso), Mikey Rowe (tastiere) e Jeremy Stacey (batteria), ha avuto inizio a Dublino il 23 ottobre. Il disco entra direttamente al primo posto della classifica britannica degli album più venduti domenica 23 ottobre, con oltre 120 000 copie vendute in 6 giorni. Risulta il secondo album più venduto al mondo nella settimana seguente la sua uscita. Un secondo album, frutto della collaborazione con gli Amorphous Androgynous, era previsto per il 2012: tuttavia in un'intervista dell'agosto 2012 il cantautore ha dichiarato che il progetto è stato abbandonato poiché egli stesso ritiene che non riuscirebbe ad essere all'altezza del precedente.
Il 23 marzo 2013 si è esibito nuovamente sul palco della Royal Albert Hall, ancora per l'associazione Teenage Cancer Trust. Questa volta Noel, curatore dell'edizione 2013 dell'evento, ha suonato Tender, un classico dei Blur, insieme a Damon Albarn, Graham Coxon e Paul Weller alla batteria. L'esibizione è stata descritta dai media musicali come un "evento storico per la musica britannica". Il 13 ottobre 2014, in un'intervista concessa a Matt Everitt e registrata nella sede londinese di Facebook, ha annunciato per il 2 marzo 2015 l'uscita del secondo album dei Noel Gallagher's High Flying Birds, chiamato Chasing Yesterday e anticipato dal singolo In the Heat of the Moment, uscito il 17 novembre 2014. Il disco è subito balzato in vetta alle classifiche di vendita. Il tour promozionale del disco ha avuto inizio il 3 marzo 2015 a Belfast e si è concluso il 6 settembre 2016 alla Brixton Academy di Londra.
Nell'estate 2017 Noel Gallagher e la sua band sono stati ospiti speciali dei concerti organizzati negli stadi europei dagli U2 per celebrare il trentennale di The Joshua Tree. Il 25 settembre Noel Gallagher ha annunciato che il titolo del suo terzo album da solista, Who Built the Moon?, e la data di pubblicazione del disco, il 24 novembre. Prodotto insieme a David Holmes, l'album presenta un suond più sperimentale rispetto ai due predecessori ed è anticipato dal singolo Holy Mountain. Contestualmente all'annuncio vengono rese note la tracklist, la copertina dell'album e le date del tour del 2018, oltre a un trailer comprendente degli spezzoni dei brani contenuti nel disco. Anche quest'album, come tutti gli altri 9 pubblicati da Noel con gli Oasis e da solista, raggiunge la vetta delle classifiche di vendita, stabilendo un record.
Il 2 maggio 2019 Noel diffonde un nuovo singolo intitolato Black Star Dancing, tratto dall'omonimo EP, pubblicato il 14 giugno. Il 5 agosto la band pubblica This is the Place, brano estratto da un secondo EP, uscito il 27 settembre. Un terzo EP viene pubblicato nel dicembre 2019.
Nell'agosto e settembre 2019 i Noel Gallagher's High Flying Birds fanno da band di supporto al tour nordamericano degli Smashing Pumpkins. A novembre viene diffusa Wandering Star, canzone tratta dall'EP Blue Moon Rising, uscito il 6 marzo 2020.

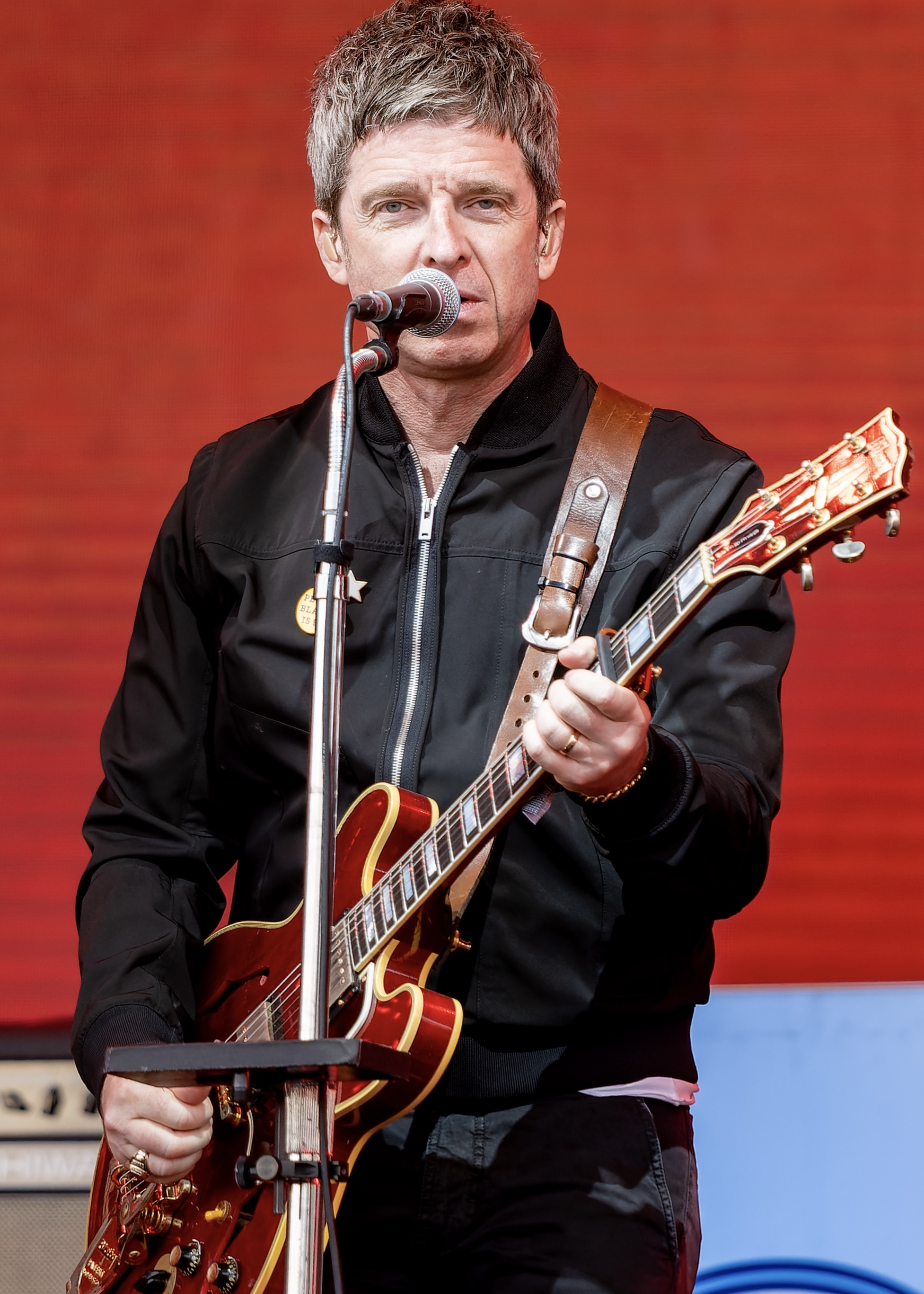
Noel Gallagher in concerto al Festival di Glastonbury nel giugno 2022

Il 29 aprile 2021 Gallagher annuncia la pubblicazione, per l'11 giugno seguente, del best of intitolato Back The Way We Came: Vol 1 (2011-2021), che celebra il decennale della propria carriera da solista; il disco contiene 16 canzoni già pubblicate e due inediti, We're On Our Way Now, diffuso nella il 29 aprile, e Flying on the Ground, diffuso il 7 giugno. Una settimana dopo la pubblicazione, la raccolta sale al primo posto della classifica britannica degli album.
Il 1º gennaio 2022 viene pubblicato a sorpresa il singolo Trying to Find a World that's Been and Gone: Part 1, un demo tratto dall'album di prossima uscita. Il 31 ottobre successivo viene pubblicato il singolo Pretty Boy, il primo estratto dall'album Council Skies, la cui pubblicazione è prevista per il 2 giugno 2023; il pezzo, accompagnato da un videoclip, si avvale della collaborazione di Johnny Marr alla chitarra.. Il 17 gennaio 2023 esce il secondo singolo estratto dall'album, Easy Now, mentre il 23 marzo  e il 20 aprile seguenti escono rispettivamente Dead to the World e Council Skies, traccia che dà il titolo al disco. Il 31 maggio seguente viene diffuso il singolo Open the Door, See What You Find.
Nell’agosto 2024, tramite alcuni post sull’account ufficiale Instagram degli Oasis, annuncia una serie di date dal vivo per il gruppo, riunendosi al fratello Liam.

## Vita privata
Noel sposò Meg Mathews a Las Vegas, in Nevada, il 5 giugno 1997. La figlia Anais (nome dato in onore della controversa scrittrice francese Anaïs Nin, fra le preferite della moglie) nacque a Londra il 27 gennaio 2000. I due divorziarono qualche mese dopo, curiosamente a due mesi di distanza dall'annuncio della separazione di Liam dall'attrice e cantante Patsy Kensit. Dopo la rottura Noel iniziò una relazione con la scozzese Sara MacDonald. I due si conobbero in un club a Ibiza, nel periodo in cui Noel aveva abbandonato il complesso durante il tour di Standing on the Shoulder of Giants. Si separarono per un breve periodo nel 2002, ma tornarono presto insieme. Il chitarrista ha dedicato Waiting for the Rapture alla nuova compagna, canzone contenuta nell'album Dig Out Your Soul. Hanno due figli: Donovan Rory MacDonald Gallagher, nato a Londra il 22 settembre 2007 (e il cui nome è un omaggio al chitarrista irlandese Rory Gallagher, scomparso nel 1995) e Sonny Patrick, nato il 1º ottobre 2010. La coppia si è sposata il 18 giugno 2011 al Lime Wood Hotel nel New Forest National Park. Il testimone di Gallagher in tal occasione è stato Russell Brand. Nel 2023 la coppia annuncia il divorzio.
Negli anni '90 Noel ha abitato in una casa da lui chiamata "Supernova Heights", una lussuosa dimora con sette camere da letto situata nell'esclusivo quartiere londinese di Belsize Park in cui il chitarrista era solito tenere feste caratterizzate dagli eccessi. La casa fu venduta dal cantautore nel 1999.
Ha chiamato i suoi due gatti Benson e Hedges, in omaggio alle sue sigarette preferite.
Come il fratello Liam, è acceso sostenitore del Manchester City, squadra di calcio della sua città. È amico del pugile Ricky Hatton, dell'ex calciatore Vincent Kompany e dell'ex calciatore Alessandro Del Piero, ex capitano della Juventus e ammiratore della band. Nel 2006 il calciatore italiano comparve nel video di Lord Don't Slow Me Down degli Oasis, pubblicato nell'ottobre 2007. Del Piero compare per qualche istante mentre sta autografando una sua maglietta e la sta consegnando al gruppo. In occasione del campionato mondiale di calcio 2006, disputatosi in Germania e vinto dall'Italia, Noel Gallagher sostiene di essere stato il portafortuna della squadra azzurra, seguendola in tribuna durante le vittorie e indossando sempre gli stessi vestiti "baciati" dalla fortuna. In occasione dell'ultima partita giocata da Alessandro Del Piero con la maglia della Juventus, nel maggio 2012, Noel è stato invitato in tribuna d'onore all'Olimpico di Roma dallo juventino per la finale di Coppa Italia vinta dal Napoli contro i bianconeri.
Nel marzo 2012 Noel ha intervistato Mario Balotelli, all'epoca giocatore del Manchester City, per la BBC, mentre nel luglio 2016 ha intervistato Pep Guardiola, alla prima uscita pubblica da allenatore del Manchester City, per la TV ufficiale del club.
Nel maggio 2019 Noel Gallagher, presente al Falmer Stadium di Brighton, ha celebrato la vittoria del titolo di Premier League con i calciatori del Manchester City dopo la partita vinta contro il Brighton.
Gallagher è dislessico.

## Discografia

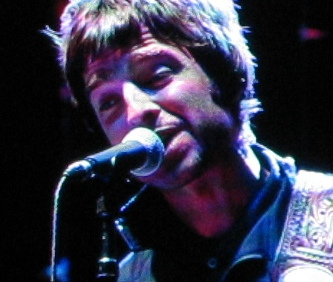
Noel Gallagher in concerto nel 2005.

### Solista
- 2009 - The Dreams We Have as Children (Live for Teenage Cancer Trust)

### Noel Gallagher's High Flying Birds
- 2011 - Noel Gallagher's High Flying Birds
- 2015 - Chasing Yesterday
- 2017 - Who Built the Moon?
- 2019 - Black Star Dancing (EP)
- 2019 - This is the Place (EP)
- 2020 - Blue Moon Rising (EP)
- 2021 - Back The Way We Came: Vol 1 (2011-2021) (raccolta)
- 2023 - Council Skies

### Collaborazioni

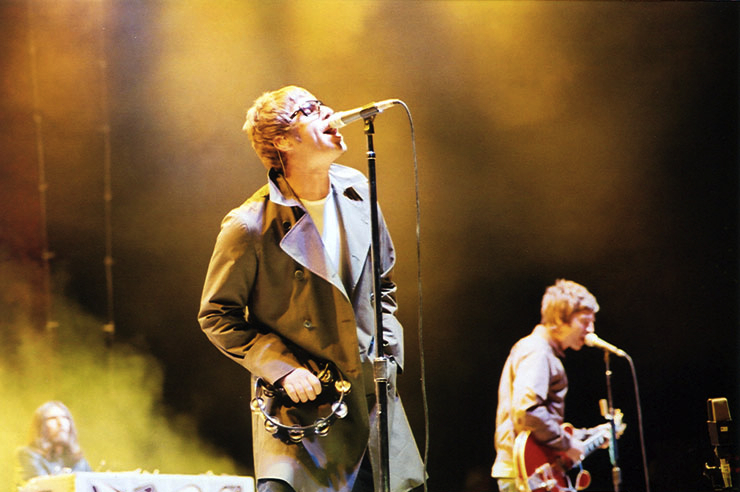
Noel e Liam Gallagher in concerto al Coors Amphitheatre di San Diego il 14 settembre 2005

Noel ha prestato le sue abilità canore e musicali a molti artisti, arrivando anche a produrre un album.
- Paul Weller - I Walk on Gilded Splinters (Dr. John cover) dall'album Stanley Road (1995); chitarra ritmica.
- The Chemical Brothers - Setting Sun dall'album Dig Your Own Hole (1996) e Let Forever Be dall'album Surrender (1999); voce e testo nella prima, mentre è coautore e dà la voce alla seconda.
- Beck - Devil's Haircut dall'album Odelay (1996); remix.
- UNKLE - The Knock-on Effect del singolo Be There (1999); remix.
- Proud Mary - Co-produttore con Gem Archer e musicista nell'album Same Old Blues (2001).
- Cornershop - Spectral Mornings dall'album Handcream for a Generation (2002); chitarra.
- Paul Weller - One X One dall'album Illumination (2003); batteria, basso, percussioni e chitarra acustica con Gem Archer.
- North Mississippi Allstars - Polaris e One to Grow On dall'album Polaris (2003); seconda voce.
- The Stands - Some Weekend Night dall'album All Years Leaving (2004); chitarra.
- The Who - Lead guitar nell'esibizione di Won't Get Fooled Again al teatro Royal Albert Hall (2000).
- The Prodigy - Shoot Down dall'album Always Outnumbered, Never Outgunned (2004); basso (con Liam come prima voce).
- Ricky Gervais - Free Love Freeway dal DVD The Office Special (2004); seconda voce e chitarra.
- Ian Brown - Keep What Ya Got dall'album Solarized (2004); chitarra, tastiere, piano, seconda voce e autore del testo.
- Miles Kane - My Fantasy dall'album Colour of the Trap (2011); seconda voce.
- Coldplay - Up&Up dall'album A Head Full of Dreams (2015); chitarra.
- Imelda May - Just One Kiss, singolo (2021); voce.[57]
- Black Keys - On the Game, Only Love Matters e You'll pay dall'album Ohio Players; chitarra (2024).

## Strumentazione

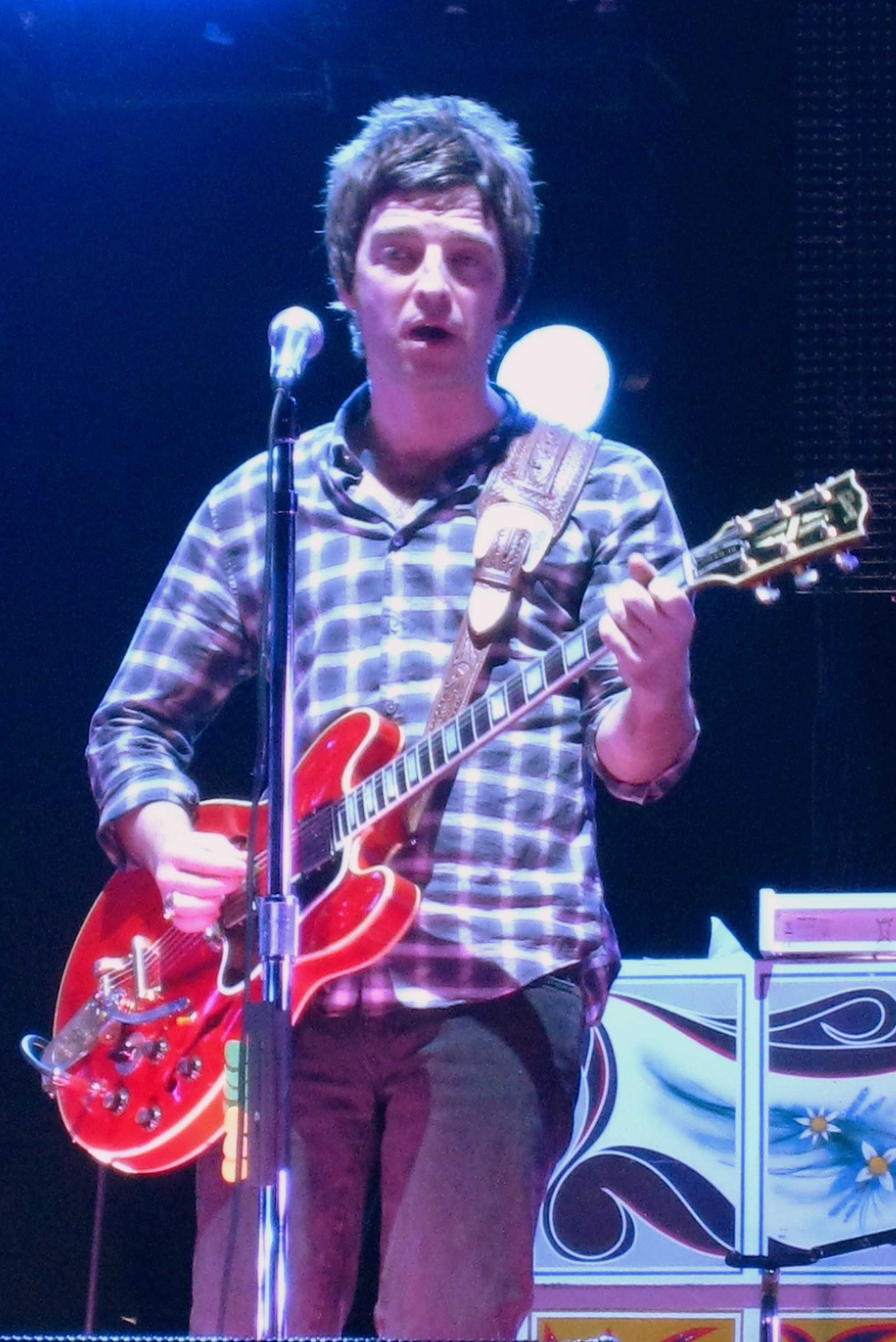
Noel Gallagher con la sua Gibson ES-355 durante il concerto tenuto al Virgin Festival nel settembre 2008 a Toronto, nel corso del quale fu buttato giù dal palco da un giocatore di hockey su ghiaccio

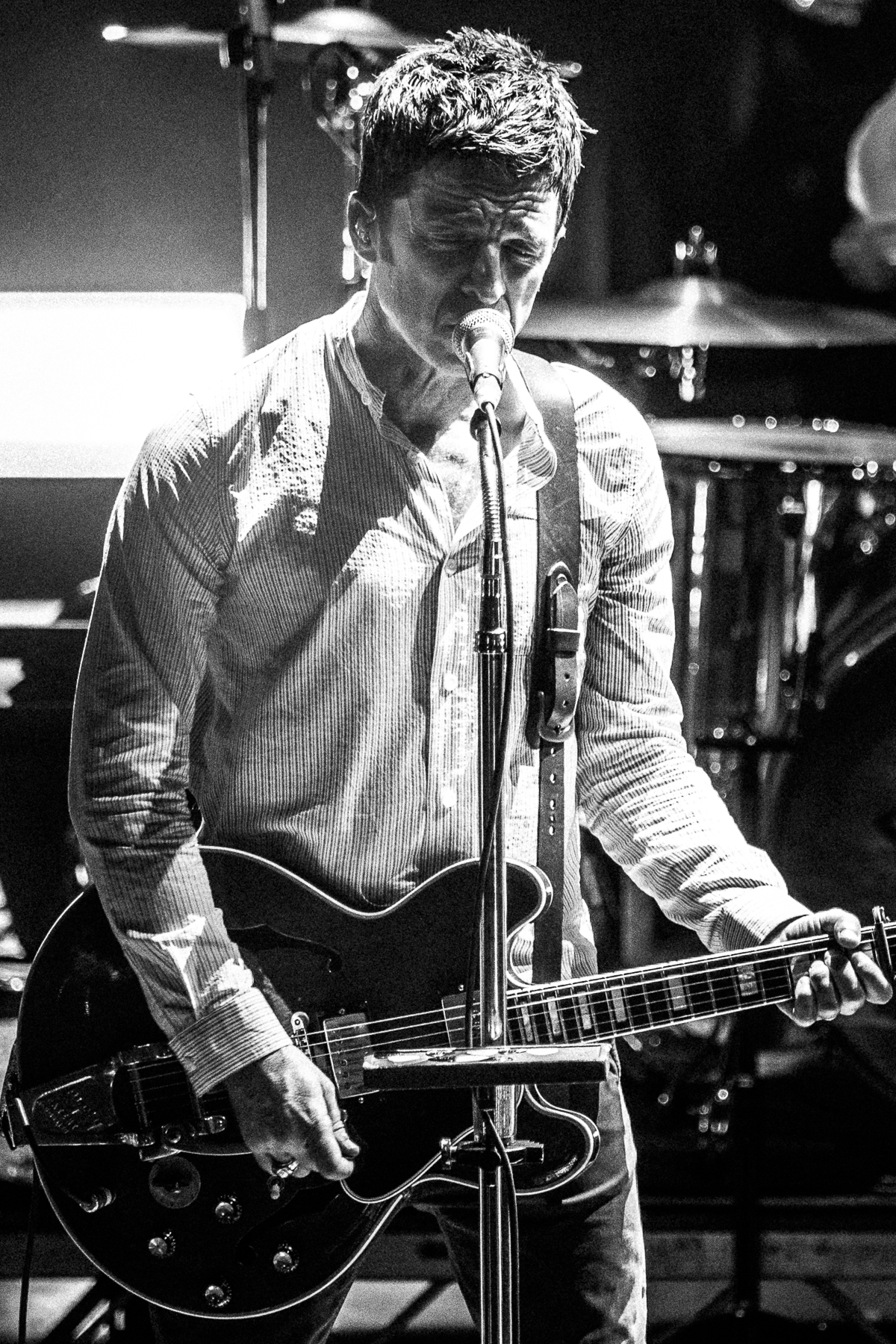
Noel Gallagher in concerto a Roma nel 2018

### Chitarre
Chitarre elettriche
- Gibson ES-355 Cherry Bigsby (chitarra principale dal 2001)
- Gibson Les Paul Standard e 1960 (chitarra principale sino al 2001)
- Gibson Les Paul Custom con pickups P-90
- Gibson Silver Florentine
- Gibson Les Paul Custom
- Gibson Trini Lopez
- Gibson SG
- Gibson Flying V
- Gibson Non-Reverse Firebird 1967
- Fender Telecaster
- Fender Telecaster Paisley
- Fender Esquire (modificata con due Humbuckers)
- Fender Stratocaster
- Fender Jaguar
- Epiphone Casino
- Epiphone Les Paul Cherry Sunburst (prima chitarra usata, regalo di Johnny Marr)
- Epiphone Sheraton Tobacco Burst e Union Jack
- Epiphone Riviera
- Rickenbacker 330 (regalo di Paul Weller per il trentesimo compleanno di Noel)
- Nash T-72 Deluxe
- Nash S-63

Chitarre acustiche
- Gibson J-150 con sistema amplificazione L.R. Baggs M1 (fino al 2009 la sua chitarra acustica più utilizzata, con un adesivo Adidas)
- Gibson J-200 "Ron Wood" con sistema amplificazione L.R. Baggs M1 (i battipenna originali furono sostituiti con uno diverso)
- Gibson J-45
- Epiphone Frontier
- Martin D-28 con sistema amplificazione L.R. Baggs Anthem (chitarra acustica principale dal 2010)
- Epiphone EJ-200
- Takamine Jasmine
- Takamine EF-325SRC
- Takamine FD -460SC
- Takamine NV360S
- Takamine EG 335 12-String
- Guild F-512 12-Strings

### Effetti (pedali e rack)
- Ibanez Tube Screamer TS-9
- Dunlop Cry Baby Wah
- Vox V847 Wah
- SIB Echodrive
- DigiTech Whammy
- Way Huge Aqua Puss Delay
- Mike Hill's Foot Controller
- Pete Cornish Sustainer SS-2
- Boss AB-2
- ZVEX LoFi Loop Junky
- Boss TU-2
- Colorsound Tonebender Fuzz
- Maxon AD-80 Reissue
- Boss SL-20
- Hughes & Kettner Rotosphere
- Boss HR-2 Harmonist
- Boss LS-2 Line Selector
- Boss RV-3 Digital Delay / Reverb
- Boss RV-5
- Boss DD-5
- Boss PN-2 Tremolo / Pan
- Catalinbread Echorec
- Catalinbread Topanga Spring Reverb
- Audio Kitchen The Big Trees Amp
- Strymon TimeLine
- ZVex Vexter Series VSD Super Duper 2-in-1 Boost
- Electro-Harmonix Micro POG
- Line 6 DL-4
- TC Electronic 2290
- Line 6 Echo Pro
- Line 6 POD PRO
- Korg DTR-1 Tuner

### Bassi
- Rickenbacker 4005 (nel video di Go Let It Out)

### Amplificazione
- Vox AC30
- Vox AC50 Head
- Marshall 1960 Bluesbreaker
- Marshall JMC 900
- Fender '64 Deluxe Blackface
- Fender Deluxe Blackface
- Fender Tweed Bandmaster
- Fender Blues Junior
- Fender Princeton
- Orange Overdrive OD120
- Clark Tyger
- Fender Bassman Head
- Marshall 1960BX cabinet (celestion Greenback speaker loaded)
- Hiwatt Custom 100
- Hiwatt SA-412